# Vallabh Vidhyanagar
Vallabh Vidhyanagar è una suddivisione dell'India, classificata come municipality, di 29.260 abitanti, situata nel distretto di Anand, nello stato federato del Gujarat. In base al numero di abitanti la città rientra nella classe III (da 20.000 a 49.999 persone).

## Geografia fisica
La città è situata a 22° 31' 60 N e 72° 54' 0 E e ha un'altitudine di 34 m s.l.m..

## Società

### Evoluzione demografica
Al censimento del 2001 la popolazione di Vallabh Vidhyanagar assommava a 29.260 persone, delle quali 16.288 maschi e 12.972 femmine. I bambini di età inferiore o uguale ai sei anni assommavano a 2.372, dei quali 1.241 maschi e 1.131 femmine. Infine, coloro che erano in grado di saper almeno leggere e scrivere erano 24.346, dei quali 14.305 maschi e 10.041 femmine.